# Olekszandr Petrovics Dovzsenko
Olekszandr Petrovics Dovzsenko vagy (oroszul) Alekszandr Petrovics Dovzsenko (ukrán: Олександр Петрович Довженко, orosz: Александр Петрович Довженко) (Orosz Birodalom, Csernyigovi kormányzóság, Szosznicja (oroszul Szosznyica), 1894. szeptember 10.; a juliánus naptár szerint: augusztus 29. – Moszkva, 1956. november 25.), szovjet (ukrán) filmrendező.

## Élete, munkássága

### A némafilm korszaka
Paraszti családban született. 1914-ben tanítóképzőt végzett. Volt falusi tanító és karikaturista is. 1926-ban felkereste az ogyesszai filmgyárat azzal, hogy filmes akar lenni. Két rövid komédiában és egy kalandfilmben szerepelt, majd 1928-ban leforgathatta a Zvenyigora (Звенигора) c. költői szépségű filmet, amelyben csodálatosan egyesíti az ukrán történelem egyes epizódjait a modern korral, a polgárháború eseményeivel. A filmet eredeti, újszerű formanyelv, emelkedett költőiség, nagyszerű képzőművészeti szépségű fotográfia jellemzi.
Következő filmje, az Arzenál (Арсенал, 1929) az 1918-as kijevi nemzeti kormány elleni munkásfelkelésről szól. A filmben az első világháború rettenetének bemutatása az ukrán nacionalizmus ironikus ábrázolásával vegyül, a felkelést pedig patetikus tónusban mutatja meg.
1930-ban készült Föld (Земля) c. filmje, mellyel örökre beírta nevét a filmtörténetbe. A film a brüsszeli tizenkettő néven felállított 1958-as rangsorban a világ legjobb filmjei között a tizedik helyen áll. A film a kommunisták és a kulákok harcát ábrázolja az ukrán faluban. Történetében egy gyilkos kezétől meghal egy fiatal traktorista. A temetésén az egész falu ott van. A ma már mindenestül naivnak, elavultnak tekinthető történet ellenére a film patetikus költőisége, panteista szemlélete, kifejező ereje a filmet halhatatlanná teszi.

### A hangosfilm korszaka
Első hangosfilmje, az Ivan (Иван) a Dnyeperen folyó hatalmas vízerőmű építésének, az emberi alkotóerőnek állít emléket. Következő filmje nem az ismerős Ukrajnában, hanem a Távol-Keleten játszódik. Az Aerograd (Аэроград) egy fiktív szovjet város neve, melyet japán ügynökök mesterkedései közepette valahol az óceán partján építenek. A film egyik legnagyobb erénye a szibériai táj szépségének, éltető erejének lírai ábrázolása. A felvételeket Eduard Tissze, Eisenstein operatőre készítette. A háború előtt Dovzsenko még egy filmet rendezett, melynek témáját személyesen Sztálintól kapta. A Scsorsz (Щорс), az „ukrán Csapajev”-ről szóló film állandó ellenőrzés mellett készült el.
A második világháború idején Dovzsenko a front számára röplapokat, újságcikkeket írt, valamint szépirodalmi műveken dolgozott. Eközben több dokumentumfilm készítésében vett részt, megosztva a rendezői munkát feleségével, Julia Szolncevával.
Első színes filmje, a Micsurin (Мичурин), a híres növénynemesítő újító tevékenységét mutatja be és magasztosítja fel. Micsurin személye ekkor már politikailag „kényes” kérdésnek számított, és a film bemutatója után Dovzsenko hét évig semmit nem forgatott. A Dal a tengerről (Поэма о море) című filmet egy trilógia részének tervezte, melyben korábbi témájához, egy víztározó építkezéséhez tért volna vissza. Elkészítésére azonban nem maradt ideje, a felvételek előtt szívrohamban meghalt, tervei alapján a filmet felesége készítette el.

## Filmjei

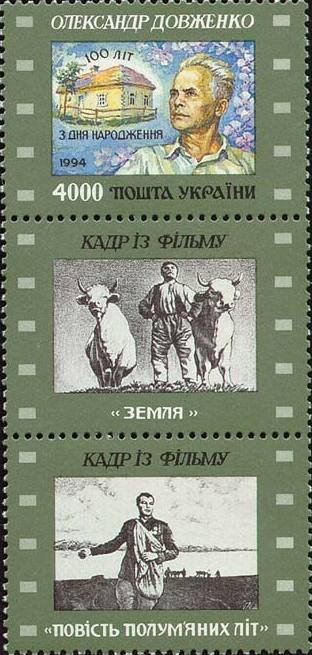
Dovzsenko emlékbélyeg

- 1926: Szerelmes virágszálam (Ягодка любви)
- 1926: Vaszja, a reformer (Вася реформатор), (forgatókönyvíró)
- 1927: A diplomáciai futár táskája (Сумка дипкурьера)
- 1928: Zvenyigora (Звенигора)
- 1928: Arzenál (Арсенал)
- 1930: Föld (Земля)
- 1932: Ivan (Иван), (első hangosfilmje)
- 1935: Aerograd (Аэроград)  teljes film
- 1939: Scsorsz (Щорс)
- 1939: Bukovina, Ukrajna földje (Буковина, земля Украинская)
- 1940: Felszabadulás (Освобождение), (dokumentumfilm)
- 1943: Harc Szovjet Ukrajnánkért, (Битва за нашу Советскую Украину), (dokumentumfilm, társrendező: Julia Szolnceva)
- 1945: A drága haza (Страна родная)
- 1945: Győzelem a jobbparti Ukrajnában és a német rablók kiűzése a szovjet ukrán földről (Победа на Правобережной Украине и изгнание немецких захватчиков за пределы украинских советских земель), (játékfimes elemekkel kevert dokumentumfilm, társrendező: Julia Szolnceva)
- 1948: Micsurin (Мичурин), (színes)
- 1959: Dal a tengerről (Поэма о море), (a felvételek és az utómunkák rendezője Julia Szolnceva, Dovzsenko felesége)

## Írásai
- Élniakarás

### Magyarul
- Költő vagyok / A föld. Forgatókönyv; összeáll., ford., utószó Nemeskürty István; Gondolat, Bp., 1968

## Emlékezete
- Közterület viseli nevét Moszkvában, Kijevben, Odesszában.
- Berlinben a Bismarckstraße-n emléket állítottak tiszteletére.
- 1994-ben az Ukrposta emlékbélyeget adott ki születésének 100. évfordulója alkalmából.
- A kijevi filmstúdió a nevét viseli.